# Ptolemaida de Cirene
Ptolemaida de Cirene (en griego antiguo: Πτολεμαῒς ἡ Κυρηναία) fue una filósofa teórica de la armonía musical, autora de Principios pitagóricos de Música (Πυθαγορικὴ τῆς μουσικῆς στοιχείωσις). Vivió quizás en el siglo III a. C., y "con certeza no después del primer siglo después de Cristo".

## Trayectoria
Casi no hay referencias sobre su vida y su trabajo se conoce por referencias de los comentarios de Porfirio sobre los Harmónicos de Tolomeo. Comparte lugar de origen (Cirene, Libia) al igual que Areta de Cirene (una filósofa de la escuela cirenaica, cuyas doctrinas incluyen los elementos pitagóricos) y Eratóstenes (que tenía muchos intereses incluida la teoría musical). Es una de las múltiples escritoras asociadas con el Pitagorismo.

En su trabajo, escrito en forma de catecismo, discute sobre el debate teórico respecto las funciones apropiadas de la razón y la experiencia sensorial en el estudio de la música. A pesar de su adhesión aparente al Pitagorismo, escuela cuyos teóricos (canonici) ponían la música en una base racional y matemática, no consta hostilidad en las citas de los seguidores empiristas de Aristóxeno (musici). Quizás la división metodológica no fue absoluta durante su periodo o desde su punto de vista. Ptolemaida también hace referencia a musicólogos que dieron importancia equitativa a percepción y razón, prefiriendo ver el propio Aristóxeno (a diferencia de sus seguidores) al respecto, e incluso acentuando la compatibilidad de la función de la percepción en la teoría pitagórica:
¿Cuál es la distinción entre los que prefieren una combinación de razón y percepción? Mientras que algunos adoptaron tanto la percepción como la razón de la misma manera, como de igual importancia, otros tomaron a uno como líder y a otro como seguidor. Aristóxeno de Tarento los adoptó a ambos de la misma manera. Porque ni lo que se percibe puede ser compuesto por sí mismo sin razón, ni la razón es lo suficientemente fuerte como para establecer algo si no toma sus puntos de partida de la percepción, y la conclusión de la teorización no coincide nuevamente con la percepción.
¿De qué manera quiere que la percepción esté por delante de la teoría? En orden, pero no en importancia. Porque él dice que cuando lo que es perceptible, sea lo que sea, es captado, entonces debemos promover la razón para el estudio teórico de ello.
¿Quién trata a los dos juntos? Pitágoras y sus sucesores. Porque quieren adoptar la percepción como guía de la razón al principio, como si fuera una chispa para ella, pero tratar a la razón, cuando ha partido de tal principio, como si se separara de la percepción y trabajara por sí misma. Así que si el todo compuesto se encuentra en un estudio por la razón para no estar ya de acuerdo con la percepción, no retroceden, sino que hacen sus propias acusaciones, diciendo que la percepción es errónea, y que la razón por sí misma encuentra lo que es correcto y refuta la percepción.
En este mismo pasaje, Ptolemaida critica el extremismo de los seguidores de ambas escuelas, "el Pitagorismo que se recreó con su disputa con los musici" para rechazar de pleno la percepción (a pesar de su "adopción contradictoria de algo perceptible al comienzo"), y "algunos de los musici seguidores de Aristóxeno" por adoptar la teoría de "su maestro basada en el pensamiento pero actuando "a través de la experiencia con los instrumentos musicales" y "considerar la percepción como autoridad, y la razón como acompañante, y solo por necesidad".